# موقع مريضات الإيدز بجنوب الولايات المتحدة
موقع «مريضات الإيدز بجنوب الولايات المتحدة»، واسمه بالإنجليزية Southern AIDS Living Quilt هو موقع إلكتروني يهدف لتعزيز الوعي بالتأثير المتزايد لمرض نقص المناعة البشرية/الإيدز على السيدات في جنوب الولايات المتحدة، خاصةً ذوات البشرة الملونة.
وهذا الموقع هو أحد مشروعات اتحاد مكافحة الإيدز في جنوب الولايات المتحدة، وهو عبارة عن منظمة غير هادفة للربح تجمع بين ممثلين حكوميين، وشركات، ومؤيدين مجتمعيين. وعن طريق الشهادات المسجلة على مقاطع الفيديو، يجمع الموقع قصص السيدات اللاتي تعانين من مرض نقص المناعة البشرية/الإيدز، بالإضافة إلى قصص موفري الرعاية وداعمي المرضى في الجنوب. ويضم الموقع أكثر من 80 سيدة من 13 ولاية جنوبية تشمل كلاً من ألاباما، وفلوريدا، وجورجيا، وكنتاكي، ولويزيانا، وماريلاند، والميسيسبي، وكارولينا الشمالية، وكارولينا الجنوبية، وتينيسي، وتكساس، وفرجينيا وواشنطن العاصمة.
ومن أبرز المشارِكات في الموقع  دكتور بامبي دابليو جاديست  التي تعمل في مجلس مكافحة مرض نقص المناعة البشرية/الإيدز في كارولينا الجنوبية، وهو المجلس الذي استضاف إحدى فعاليات الموقع للاحتفال باليوم الوطني للوعي بمرض نقص المناعة البشرية/الإيدز لدى السود. هذا إلى جانب عدد من المسؤولين المعنيين بمرض الإيدز بالولايات المختلفة، مثل ألاباما، وجورجيا، وكنتاكي، وماريلاند، وكارولينا الشمالية، وفيرجينيا، وواشنطن العاصمة.
نشر موقع «مريضات الإيدز بجنوب الولايات المتحدة» يوم 13 مايو عام 2009 مقطع الفيديو رقم مائة له، والذي تظهر فيه فرانسيس آش جوينز، التي شغلت منصب نائب رئيس مكتب صحة المرأة  في وزارة الصحة والخدمات الإنسانية الأمريكية. وجاء ذلك الحدث بمناسبة تصديق الدولة على الأسبوع الوطني لصحة المرأة.
وموقع «مريضات الإيدز في جنوب الولايات المتحدة» هو مبادرة منفصلة عن مشروع أسماء مرضى الإيدز التذكاري (NAMES Project AIDS Memorial Quilt).
وجدير بالذكر أن الجنوب يضم أكبر عدد من البالغين والمراهقين الذين يعانون من مرض الإيدز في الولايات المتحدة الأمريكية.
وثمة تفاوت كبير بين تأثير مرض نقص المناعة البشرية/الإيدز على الأمريكيين من أصل إفريقي وتأثيره على باقي الأعراق الأخرى في الولايات المتحدة.

## وصلات خارجية
- The Southern AIDS Living Quilt
- Southern AIDS Coalition